# 魔女獵人
《魔女獵人》（日语：エル・カザド，日文作品名稱取其簡稱）是一部日本電視動畫，於2007年4月2日深夜在東京電視台上播出。

## 概要
本作為兩部前作《NOIR》、《異域天使》的續作，為真下耕一所導演的美少女槍戰三部曲最終作。
另外，的西班牙語意義是「（男性）獵人」。副標題的意義是「魔女的（男性）獵人」。

## 故事簡介
因涉嫌殺害物理學者海因茲·施奈德而遭到通緝的少女艾莉斯，不知何故被黑社會高價懸賞。
賞金獵人娜蒂在墨西哥的鄉間發現了艾莉斯，卻因偶然的原委將她由其他獵人手中救下。
艾莉斯為了查明真相，千方百計甩開追兵去南方前進，據說她的故鄉就在那裡，她相信去了那裡就能知道連自己都不了解的過去。
可線索只有引導命運的印加玫瑰原石以及"uniyaimaruka"這段神秘的語句。
主動擔當走投無路的艾莉斯的嚮導的，卻是應該追殺她的娜蒂。因此，賞金獵人與嫌疑犯的奇妙逃亡旅程開始了......

## 登場人物
艾莉斯（聲優：清水愛）
女主角，被懷疑是殺害海因茲·施奈德博士的淺金髮白皮膚的可愛美少女。殺害事件發生當時是長頭髮，現在則是短頭髮，擁有一般認為很久以前滅亡了「魔女」的DNA，不過為了確認事件的真相，以現況微弱的記憶以及潛意識的衝動做為依靠尋找自己的故鄉，朝向南方前進。
人工生命體，視力和機動力都異於常人，似乎還有隱藏的能力。初期少有顯現人類感情，在遇到娜迪後逐漸改變，後來對娜迪頗有佔有欲，口頭禪是YES SIR 。
曾經自稱很討厭墨西哥餅連鎖店的主題曲，可是後來經常自發性地哼唱，因此被娜迪吐槽。事件結束後與娜迪二人一起繼續著沒有終點的旅行。
娜迪（聲優：伊藤靜）
女主角，實力高強的賞金獵人，紅髮、小麥色皮膚的修長美少女，既直率又溫柔的樂觀主義者，相當有人情味。經常穿著帶有民族色彩的披風，有著小時候村落被滅亡而倖存的悲慘過去。
武器是45口徑的柯爾特式自動式手槍，口頭禪是"有遺言的話就請說吧"。曾經受到男人欺騙，因此不信任戀愛。
起初受僱於苍瞳去保護艾莉斯，後來苍瞳想要與之解除契約，並願意支付兩倍的賠償金，不過遭到娜迪一口拒絕。跟隨艾莉斯的衝動一同前往南方，並且一直保護著她。
曾經創下被黑手黨的小混混說她"不夠SEXY"的記錄，不過事實上身材不錯。事件結束後與艾莉斯二人一起繼續著沒有終點的旅行。
乔迪·赫瓦德「苍瞳」"BLUE EYES"（聲優：久川綾）
中央情報局會計監査課的粉領族，因罗森伯格的文雅大方的事務處理而感到棘手，不過相當有手段。私下與娜迪聯繫著。
脫下眼鏡以後完全是一個美女，擁有美麗的藍眼睛。脖子上戴著有印加玫瑰的項鏈。是真正「魔女」的後代，不過無法使用能力，最後因娜迪跟艾莉絲的關係而覺醒成為了「魔女」。
道格拉斯·罗森伯格（聲優：三宅健太）
中央情報局「R-339」室長，政治界也有勢力，處事圓滑。一切的幕後黑手，殺死海因茨·修奈達的真兇。訓練L.A成為他的手下。
L·A（聲優：宮野真守）
神秘的美少年，和艾莉斯一樣是用魔女一族的DNA製造的人工生命體，因為是男性所以沒有像艾莉斯一樣的能力，只是身手比較敏捷有感應能力，實驗時期愛上艾莉斯的笑容，因此一直試圖接近艾莉斯，並且作出偷拍、偷吻等行為。相當妒忌娜迪。武器是鋼線。似乎是抖M。口頭禪是"人類真是無聊"。最後被利卡路德所殺。
海因茨·修奈达（聲優：三木真一郎）
利卡路德（聲優：立木文彥）
沉默寡言的賞金獵人，原為傭兵，被罗森伯格僱用，有預知未來的能力，看著莉莉奧的表情就曉得她想表達什麼。視莉莉奧為女兒。
莉莉奥（聲優：井上麻里奈）
利卡路德帶在身邊的女孩，時常保持笑容，只有四句左右的台詞。
薩爾曼（聲優：麻生美代子）

## 製作團隊
- 監督 - 真下耕一
- 系列構成 - 金巻兼一
- 人物設計 - 菊地洋子
- 機械設計 - 肥塚正史、寺岡賢司
- 概念設計 - 門智昭
- 美術監督 - 海野よしみ
- 色彩設計 - 小島真喜子
- 攝影監督 - 五十嵐慎一
- 編輯 - 黒澤雅之
- 音響監督 - 中野徹
- 音樂 - 梶浦由記
- 製作人 - 北山茂、青木真美子
- 動畫製作 - BEE TRAIN
- 製作 - Project Leviathan

## 主題曲
片頭曲「光の行方」
作詞 - ああ / 作曲 - Takumi / 編曲 - 梶浦由記 / 歌 - savage genius
片尾曲「romanesque」
作詞・作曲・編曲 - 梶浦由記 / 歌 - FictionJunction YUUKA
插入曲
「Forest」（第14話）
歌：Emily Bindiger，作詞、作曲、編曲：梶浦由記
「Cazador del Amor」（第25話）
歌：FictionJunction YUUKA，作詞、作曲、編曲：梶浦由記
「I reach for the sun」（第26話）
歌：Emily Bindiger，作詞、作曲、編曲：梶浦由記

## 各話列表
| 話數 | 日文標題 | 中文標題         | 腳本     | 分鏡     | 演出              | 作畫監督          |
| ---- | -------- | ---------------- | -------- | -------- | ----------------- | ----------------- |
| 1    |          | 逃走的女人       | 金卷兼一 | 澤井幸次 | 澤井幸次          | 菊地洋子          |
| 2    |          | 等待的女人       | 金卷兼一 | 真下耕一 | 守岡博            | 毬雄一            |
| 3    |          | 失意的女人       | 金卷兼一 | 高村雄太 | 平田豊            | 遠藤大輔          |
| 4    |          | 伺機的女人       | 金卷兼一 | 清水久敏 | 清水久敏          | 重松真一          |
| 5    |          | 穿戴的女人       | 西園悟   | 澤井幸次 | 澤井幸次          | 佐佐木睦美        |
| 6    |          | 戀愛的男人       | 西園悟   | 川面真也 | 川面真也          | 毬雄一            |
| 7    |          | 工作的男人       | 川崎裕之 | 守岡博   | 守岡博            | 落合瞳 渡邊亞彩美 |
| 8    |          | 說謊的女人       | 金卷兼一 | 清水久敏 | 清水久敏          | 遠藤大輔          |
| 9    |          | 挖掘的女人       | 西園悟   | 高村雄太 | 高村雄太 太田知章 | 重松真一          |
| 10   |          | 和天使生活的男人 | 金卷兼一 | 平田豊   | 平田豊            | 西城隆詞          |
| 11   |          | 祈禱的女人       | 川崎裕之 | 有江勇樹 | 有江勇樹          | 佐佐木睦美        |
| 12   |          | 開槍的男人       | 西園悟   | 守岡博   | 守岡博            | 毬雄一            |
| 13   |          | 隱瞞的女人       | 金卷兼一 | 澤井幸次 | 澤井幸次          | 菊地洋子          |
| 14   |          | 楓葉             | 金卷兼一 | 川面真也 | 川面真也          | 遠藤大輔          |
| 15   |          | 反抗的女人       | 川崎裕之 | 平田豊   | 平田豊            | 佐佐木睦美        |
| 16   |          | 生氣的女人       | 川崎裕之 | 高村雄太 | 太田知章          | 毬雄一            |
| 17   |          | 窮境的女人       | 西園悟   | 有江勇樹 | 有江勇樹          | 落合瞳            |
| 18   |          | 吵架的女人       | 金卷兼一 | 澤井幸次 | 黑川智之          | 山下喜光          |
| 19   |          | 守護的男人       | 西園悟   | 川面真也 | 川面真也          | 肥塚正史          |
| 20   |          | 受困的女人       | 金卷兼一 | 澤井幸次 | 澤井幸次          | 佐佐木睦美        |
| 21   |          | 翱翔的女人       | 川崎裕之 | 有江勇樹 | 有江勇樹          | 毬雄一            |
| 22   |          | 覺醒的女人       | 金卷兼一 | 澤井幸次 | 太田知章          | 津幡佳明          |
| 23   |          | 迷惘的女人       | 金卷兼一 | 黑川智之 | 黑川智之          | 落合瞳            |
| 24   |          | 逝去的男人       | 川崎裕之 | 清水久敏 | 清水久敏 川面真也 | 山下喜光          |
| 25   |          | 神聖的女人       | 川崎裕之 | 澤井幸次 | 澤井幸次          | 佐佐木睦美        |
| 26   |          | 耀眼的女人       | 金卷兼一 | 高村雄太 | 高村雄太 有江勇樹 | 菊地洋子          |

## 播放電視台
| 播放地域   | 播放電視台 | 播放日期                | 播放時間             | 播放系列 | 備註 |
| ---------- | ---------- | ----------------------- | -------------------- | -------- | ---- |
| 關東廣域圏 | 東京電視台 | 2007年4月2日 - 9月24日  | 星期一 1:30 - 2:00   | TXN      | -    |
| 日本全國   | AT-X       | 2007年6月7日 - 11月29日 | 星期四 13:30 - 14:00 | CS放送   | 重播 |

## 改編漫畫
與動畫版同名標題，於『Champion RED』（秋田書店）2007年5月號到同年10月號期間連載。原作是Leviathan、作畫由廣瀨周負責。
- 單行本
  - 初版 - 2007年9月 ISBN 978-4-253-23210-4

## 外部連結
- （日語） El Cazador （页面存档备份，存于） 官方網站。
- （日語） 東京電視台・動畫電視　El Cazador （页面存档备份，存于） 東京電視台官方網站。